# Tagami
Tagami (田上町 Tagami-machi?) es un pueblo en la prefectura de Niigata, Japón, localizado en la parte centro-oeste de la isla de Honshū, en la región de Chūbu. El 1 de marzo de 2021 tenía una población estimada de 11 200 habitantes y una densidad de población de 353 personas por km².

## Geografía
Tagami se encuentra en la parte central de la prefectura de Niigata, limitando con la ciudad de Niigata al norte. El río Shinano atraviesa el pueblo.

## Historia
El área de Tagami actual era parte de la antigua provincia de Echigo y parte de los territorios tenryō administrados directamente por el shogunato Tokugawa durante el período Edo. La villa de Tagami se estableció en el distrito de Minamikanbara, Niigata el 1 de abril de 1889, fue elevada al estatus de la pueblo el 1 de agosto de 1973.

## Demografía
Según los datos del censo japonés, la población de Tagami alcanzó su punto máximo alrededor del año 2000 y desde entonces ha disminuido constantemente.
| Gráfica de evolución demográfica de Tagami entre 1940 y 2015 |
|                                                              |
| Oficina de Estadísticas de Japón                             |